# 蓋布里埃爾峰

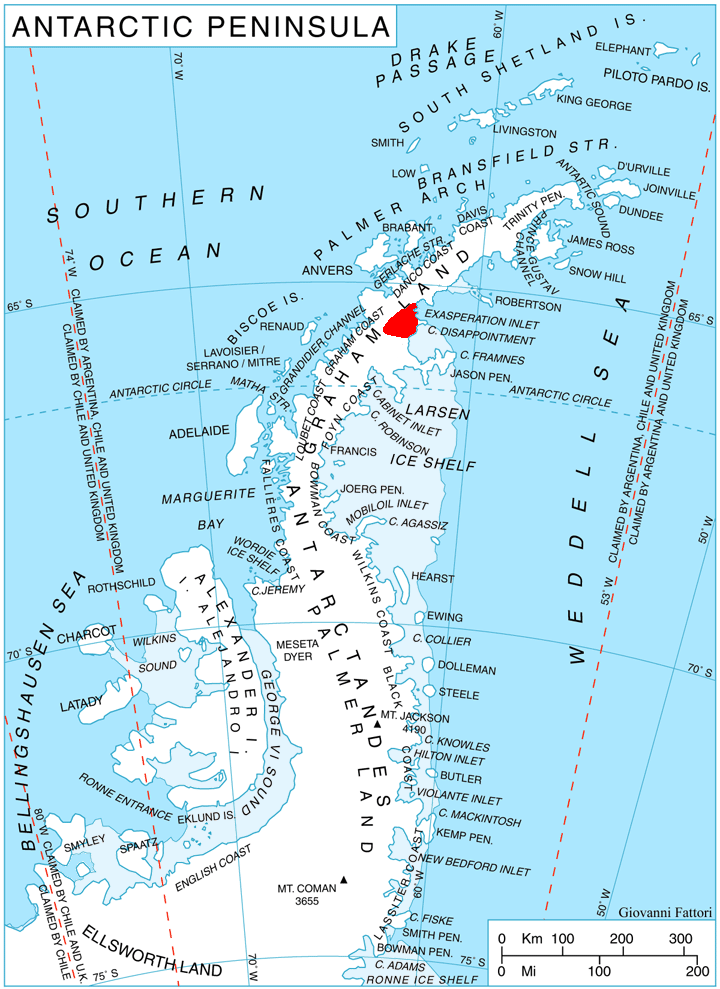

65°36′S 62°39′W / 65.600°S 62.650°W
蓋布里埃爾峰（英語：Gabriel Peak）是南極洲的山峰，位於葛拉漢地的奧斯卡二世海岸，屬於亞里斯多德山脈的一部分，處於斯塔巴克冰川和耶羅波安冰川之間，海拔高度1,220米。